# Ernst von der Osten-Sacken
Ernst Baron von der Osten-Sacken (* 20. Januar 1937 in Mitau; † 10. Dezember 2017 in Roetgen) war ein deutscher Hochschullehrer und Maschinenbauingenieur. Er wurde von seinen Studenten auch „VDO“ genannt (nach den Anfangsbuchstaben seines Nachnamens).

## Werdegang
Nach dem Abitur in Hannover studierte von der Osten-Sacken an der RWTH Aachen. 1970 wurde er dort mit einer Dissertation über „Berechnung allgemein räumlicher, vielgliedriger Gelenkgetriebe dargestellt am Beispiel eines 19-Gelenk-Näherungsgetriebes für ein Kraftfahrzeug“ bei Walther Fritz Heinrich Meyer zur Capellen zum Dr.-Ing. promoviert. Mit 36 Jahren folgte er dem Ruf auf eine Professur auf das Lehr- und Forschungsgebiet „Maschinenelemente“ an der RWTH Aachen, das er bis zu seinem Eintritt in den Ruhestand vertrat.
Beruflich wie privat galt seine besondere Leidenschaft dem Fahrrad. Über die Grenzen Aachens hinaus war er als (Deutschlands einziger) „Fahrradprofessor“ bekannt. Er bemängelte regelmäßig die Verkehrssicherheit vieler Alltagsfahrräder und kritisierte vor allem die unzureichende Qualität von Billigrädern in „Kaufhausqualität“. Am Aachener Institut führte er Materialtests durch und monierte die Tendenz vieler Hersteller zum Leichtbau.

## Publikationen (Auswahl)
- Walther Fritz Heinrich Meyer zur Capellen, Ernst von der Osten-Sacken: Systematik und Kinematik ebener und sphärischer Kurbelrädertriebe. Forschungsberichte des Landes Nordrhein-Westfalen, vol 1901. VS Verlag für Sozialwissenschaften, Wiesbaden 1968, ISBN 978-3-663-07326-0
- Ernst von der Osten-Sacken: Analyse allgemein räumlicher Gelenkgetriebe mit hoher Gliederzahl. Westdeutscher Verlag Opladen 1974, ISBN 978-3-531-02440-0
- Ernst von der Osten-Sacken, Claus Heinrich, Frank Nicklisch: Verkehrssicherheit von Fahrrädern. Wirtschaftsverlag NW, Verlag für Neue Wissenschaften. Bremerhaven 1996, ISBN 978-3-89429-647-6
- Ernst von der Osten-Sacken, Robert Spahl: Ermüdungsbrüche am Fahrrad. In: Spektrum der Wissenschaft. 1. Mai 1995.